# Cabolafuente
Cabolafuente (aragónul Cabrafuent) település Spanyolországban,  Zaragoza tartományban. Cabolafuente Alconchel de Ariza, Monreal de Ariza, Ariza, Cetina és Sisamón községekkel határos. Lakosainak száma 50 fő (2024).

## Népesség
A település népessége az utóbbi években az alábbiak szerint változott:
| Lakosok száma | 80   | 67   | 54   | 49   | 44   | 39   | 34   | 33   | 49   | 50   |
|               | 2001 | 2004 | 2007 | 2009 | 2012 | 2014 | 2017 | 2019 | 2022 | 2024 |